# Pàdvorki
Pàdvorki (en rus: Падворки) és un poble de l'óblast de Lípetsk, a Rússia, que el 2013 tenia 308 habitants. Pertany al districte rural de Griazi.